# 李傳元
李傳元（1852年—？），原名傳衡，字仲鈞，號橘農、芝坪、安槃、淨巖，江蘇蘇州府新陽縣人，清朝政治人物。

## 生平
光緒八年（1882年）壬午科江南鄉試舉人，十五年（1889年）己丑科二甲第七十八名進士。選翰林院庶吉士，散館授編修，二十一年（1895年）任國史館纂修官，二十三年（1897年）任功臣館纂修官，二十五年（1899年）任國史館總纂官，二十七年（1901年）任廣西鄉試副考官，二十八年（1902年）任廣西鄉試正考官，同年任功臣館提調官、編書處提調官、方略館纂修官、教習庶吉士，二十九年（1903年）任文淵閣校理，三十二年（1906年）充日講起居注官，同年任浙江督糧道，三十四年（1908年）任浙江按察使，宣統二年（1910年）改浙江按察使為浙江提法使，三年（1911年）宣統帝退位後離任。

## 家族
夫人為嘉興沈氏道光十五年（1835年）乙未恩科舉人沈寳禾女；繼妻為武進西營劉氏劉復七（1863-1900），浙江石門縣知縣劉紹灝第三女，河南汝州直隸州知州史秉直外孫女。